# Озерське (Сахалінська область)
Озерське (рос. Озёрское) — село у Корскаковському міському окрузі Сахалінської області Російської Федерації.
Населення становить 1326 осіб (2013).

## Історія
З 1905 по 3 вересня 1945 року у складі губернаторства Карафуто Японії, відтак у складі Корсаковського міського округу Сахалінської області.

## Населення
| 1925  | 1935  | 1959  | 1970  | 1979  | 1989  | 2002  |
| ----- | ----- | ----- | ----- | ----- | ----- | ----- |
| 1210  | ↗2160 | ↗3374 | ↘2045 | ↗2075 | ↗2468 | ↘1785 |
| 2010  | 2013  |       |       |       |       |       |
| ↘1394 | ↘1326 |       |       |       |       |       |